# نصراط (نصراط)
نصراط هو دُوَّار يقع بجماعة تاكونيت، إقليم زاكورة، جهة درعة تافيلالت في المملكة المغربية. ينتمي الدوّار لمشيخة نصراط التي تضم 6 دواوير. يقدر عدد سكانه بـ 1443 نسمة حسب الإحصاء الرسمي للسكان والسكنى لسنة 2004.

## روابط خارجية
- البوابة الوطنية للجماعات الترابية
- المندوبية السامية للتخطيط